# B́
B́ – litera zmodyfikowanego alfabetu łacińskiego, ze znakiem diakrytycznym w postaci ukośnej kreski.
Litera b́ występowała w zapisie języka średniopolskiego sugerowanym przez Jana Kochanowskiego w traktacie Ortografia polska, a także przez Jana Januszowskiego w Nowym karakterze polskim. Oznaczała spalatalizowaną spółgłoskę zwartą dwuwargową dźwięczną [bʲ], która w szesnastowiecznej polszczyźnie pojawiała się w wygłosie. Jako przykład zastosowania Kochanowski podawał w swoim traktacie ortograficznym wyraz „ślub́”, czyli drugą osobę liczby pojedynczej trybu rozkazującego od czasownika „ślubić” (czyli ślubować, przyrzekać), w odróżnieniu od rzeczownika „ślub”, zapisywanego przez zwykłe b. W siedemnastym wieku zmiękczone wersje spółgłosek b, p, w i f zaczęły zanikać w wymowie, by w kolejnym stuleciu zniknąć całkowicie. W 1830 podczas prac nad reformą orfografii stwierdzono brak tych spółgłosek w języku.